# Dieter-Wellershoff-Stipendium
Das Dieter-Wellershoff-Stipendium ist ein jährlich von der Stadt Köln und dem Literaturhaus Köln an zwei Stipendiaten vergebenes, mit jeweils 12.000 Euro dotiertes, über 8 Monate ausgezahltes Arbeitsstipendium für Schriftsteller. Der Preis erinnert an das Wirken des 2018 verstorbenen Kölner Schriftstellers Dieter Wellershoff und soll dazu dienen, Autoren mit Hauptwohnsitz in Köln bei der Fertigstellung einer bereits begonnenen literarischen Arbeit zu unterstützen.
Die Stipendien wurden 2018 erstmals vergeben. Die Jury bestand aus Sonja Herrmann, Martin Mittelmeier und Martin Oehlen. Ab 2022 übernahmen Kristina Geilhaupt, Ulrike Schulte-Richtering und Christian Werthschulte die Juryarbeit. Bisherige Stipendiaten waren:
- 2025 Ada Badey und Stefan Cordes[1]
- 2024 Laura Cwiertnia und Tina Ilse Maria Gintrowski[2]
- 2023 Traudl Bünger und Thomas Empl
- 2022 Gunther Geltinger und Leonard Prandini[3]
- 2021 Gundula Schiffer und Angela Steidele[4]
- 2020 Adrian Kasnitz und Tilman Strasser
- 2019 Ulrike Anna Bleier und Bastian Schneider[5]
- 2018 Tina Ilse Maria Gintrowski und Joachim Geil